# Paul Schwartz (Politiker)
Paul Schwartz (* 15. Januar 1904 in Bremen; † 12. September 1963 in Bremen) war ein deutscher Politiker und Reichstagsabgeordneter der KPD.

## Leben
Paul Schwartz war Organisations-Leiter der KPD im Bremer Stadtteil Buntentor. Bei der Wahl im September 1930 erhielt er ein Mandat im Reichstag für den Wahlkreis Weser-Ems, dem er bis zum Juli 1932 angehörte.
Seine Ehefrau Lina Schwartz (* 5. Januar 1906 in Bremen) wurde am 8. August 1933 von der Gestapo wegen ihrer Tätigkeit als Kassiererin der KPD-Organisation in Buntentor verhaftet und zu einer dreijährigen Gefängnisstrafe verurteilt wegen „Vorbereitung zum Hochverrat“.
Mitte der 1930er Jahre gehörte Paul Schwartz zu den wichtigsten Informationsbeschaffern des KPD-Bezirksleiters Alfred Richter.